# Совет народных комиссаров РСФСР
Сове́т наро́дных комисса́ров РСФСР (сокр. Совнарком РСФСР; СНК РСФСР; до 1918 — Совет народных комиссаров) — высший исполнительный орган, учреждённый II Всероссийским съездом советов рабочих, солдатских и крестьянских депутатов 26 октября (8 ноября) 1917 года «в качестве временного рабочего и крестьянского правительства». Создан под названием Совет народных комиссаров, которое использовалось до принятия Конституции РСФСР 1918 года.
С 1918 года образование Совета народных комиссаров РСФСР являлось прерогативой ВЦИК, а с 1937 года — Верховного совета РСФСР. Совнарком РСФСР формировался из народных комиссаров — руководителей народных комиссариатов (наркоматов) советской России — во главе с председателем Совнаркома РСФСР. Подобные совнаркомы создавались и в других советских республиках.
Законом СССР от 15 марта 1946 года и Указом Президиума Верховного Совета РСФСР от 23 марта того же года Совнарком РСФСР преобразован в Совет министров РСФСР.

## Происхождение названия
Согласно дневнику В. П. Милютина, название «народный комиссар» предложил Лев Троцкий, а назвать правительство «Советом народных комиссаров» — Каменев. Это произошло на встрече нескольких членов ЦК в Смольном 24 октября после 12 часов ночи. Троцкий в своих мемуарах, написанных в 1928–1929 годах, тоже описывает эту встречу и подтверждает, что название «народный комиссар» предложил он, но не упоминает роли Каменева и, по-видимому, также приписывает себе и название «Совет народных комиссаров».
Вскоре после этого, в заметках об основной схеме организации нового аппарата управления страной, написанных не позднее 25 октября 1917 года, Ленин тоже употреблял название «комиссары» как замена термину «министры»:

«Немедленное создание… комиссии народных комиссаров… (м [инист] ры и т[овари]щи м [инист] ра»).
 В этом же документе намечалось создание и других центральных правительственных органов в ранге комиссий (комиссии революционного порядка, комиссии законодательных предположений и ряда комиссий по различным отраслям государственной жизни страны).

## История
Непосредственно перед захватом власти в день революции ЦК большевиков поручил Льву Каменеву и Яну Берзиньшу-Винтеру войти в политический контакт с левыми эсерами и начать с ними переговоры о составе будущего правительства. Во время работы II съезда Советов большевики предложили войти в правительство левым эсерам, но те отказались. Фракции правых эсеров и меньшевиков покинули II съезд Советов в самом начале его работы — до образования правительства. Большевики были вынуждены сформировать однопартийное правительство.
Совет народных комиссаров был сформирован в соответствии с «Декретом об учреждении Совета Народных Комиссаров», принятым II Всероссийским съездом советов рабочих и солдатских депутатов 26 октября 1917 года. Декрет начинался словами:

Образовать для управления страной, впредь до созыва Учредительного Собрания, временное рабочее и крестьянское правительство, которое будет именоваться Советом Народных Комиссаров.
Совет народных комиссаров утратил характер временного органа управления после роспуска Учредительного собрания, что законодательно закрепилось Конституцией РСФСР 1918 года. Право образования СНК получил ВЦИК; СНК являлся органом общего управления делами РСФСР, имеющим право издания декретов, при этом ВЦИК был вправе отменить или приостановить всякое постановление или решение СНК.
Вопросы, рассматриваемые СНК, решались простым большинством голосов. На заседаниях присутствовали члены правительства, председатель ВЦИКа, управляющий делами и секретари СНК, представители ведомств.
Постоянным рабочим органом СНК РСФСР являлось управление делами, которое подготавливало вопросы к заседаниям СНК и его постоянных комиссий, осуществляло приём делегаций. Штат сотрудников управления делами в 1921 г. состоял из 135 человек (согласно данным ЦГАОР СССР).
Законом СССР от 15 марта 1946 г. и Указом Президиума Верховного Совета РСФСР от 23 марта 1946 г. Совет народных комиссаров РСФСР был преобразован в Совет министров РСФСР. 18 марта вышло последнее постановление правительства РСФСР с наименованием «Совет Народных Комиссаров». 25 февраля 1947 года были внесены соответствующие изменения в Конституцию СССР, а 13 марта 1948 года и в Конституцию РСФСР.

## Законодательная база СНК РСФСР
Согласно Конституции РСФСР от 10 июля 1918 года деятельность СНК заключалась в:
- управлении общими делами РСФСР;
- руководстве отдельными отраслями управления (ст. 35, 37);
- издании законодательных актов и принятии мер, «необходимых для правильного и быстрого течения государственной жизни» (ст. 38).

О всех принятых постановлениях и решениях СНК сообщал ВЦИК (ст. 39), который имел право приостановить и отменить постановление или решение СНК (ст. 40).
Было создано 18 народных комиссариатов.
Далее цитируется перечень народных комиссариатов СНК РСФСР согласно Конституции РСФСР от 10 июля 1918 года:

- по иностранным делам;
- по военным делам;
- по морским делам;
- по внутренним делам;
- юстиции;
- труда;
- социального обеспечения;
- просвещения;
- почт и телеграфов;
- по делам национальностей;
- по финансовым делам;
- путей сообщения;
- земледелия;
- торговли и промышленности;
- продовольствия;
- Государственного контроля;
- Высший Совет Народного Хозяйства;
- здравоохранения.

При каждом народном комиссаре и под его председательством образовывалась коллегия, члены которой утверждались СНК (ст. 44).
Народный комиссар был вправе единолично принимать решения по всем вопросам, находящимся в ведении руководимого им комиссариата, доводя о них до сведения коллегии (ст. 45).
С образованием в декабре 1922 года СССР и созданием общесоюзного правительства, Совнарком РСФСР стал исполнительным и распорядительным органом государственной власти РСФСР. Организация, состав, компетенция и порядок деятельности СНК были определены Конституцией СССР 1924 года и Конституцией РСФСР 1925 года. С этого момента состав СНК был изменён в связи с передачей ряда полномочий союзным ведомствам. Было учреждено 11 республиканских народных комиссариатов:

- внутренней торговли;
- труда
- финансов
- РКИ
- внутренних дел
- юстиции
- просвещения
- здравоохранения
- земледелия
- социального обеспечения
- ВСНХ

В состав СНК РСФСР теперь входили с правом решающего или совещательного голоса уполномоченные наркоматов СССР при Правительстве РСФСР. СНК РСФСР выделял, в свою очередь, постоянного представителя при СНК СССР (согласно информации СУ, 1924, № 70, ст. 691).
С 22 февраля 1924 года СНК РСФСР и СНК СССР имели единое Управление делами (по материалам ЦГАОР СССР).
С принятием Конституции РСФСР от 21 января 1937 года СНК РСФСР был подотчётен лишь Верховному совету РСФСР, в период между его сессиями — Президиуму Верховного совета РСФСР.
С 5 октября 1937 года состав СНК РСФСР насчитывал 13 народных комиссариатов (данные ЦГА РСФСР):

- пищевой промышленности
- легкой промышленности
- лесной промышленности
- земледелия
- зерновых совхозов
- животноводческих совхозов
- финансов
- внутренней торговли
- юстиции
- здравоохранения
- просвещения
- местной промышленности
- коммунального хозяйства
- социального обеспечения

В состав СНК были включены также председатель Госплана РСФСР и начальник Управления по делам искусств при СНК РСФСР.

## Первый состав Совета народных комиссаров Советской России

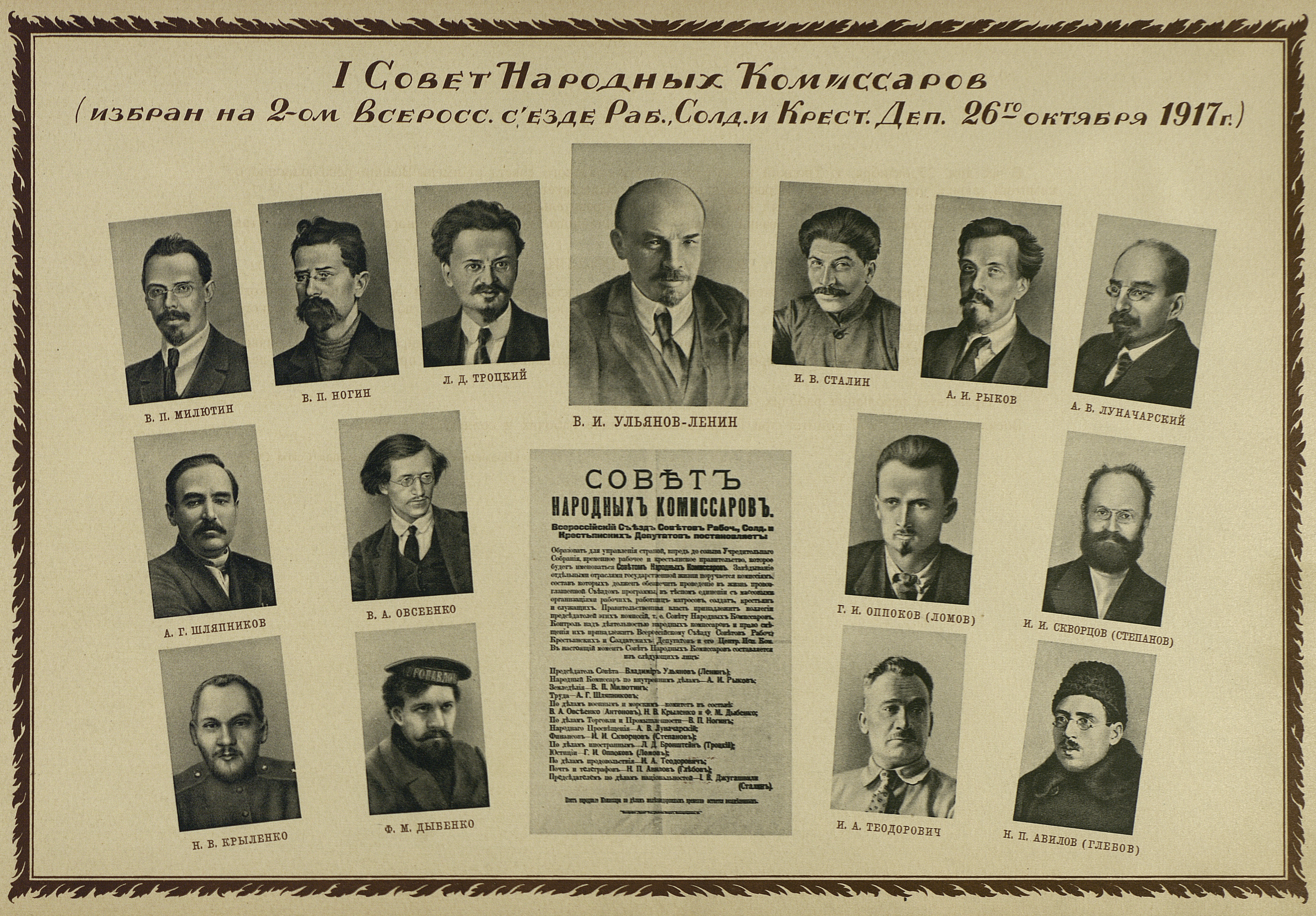
Первые советские наркомы

- Председатель Совета народных комиссаров — Владимир Ульянов (Ленин)
- Нарком по внутренним делам — Алексей Рыков
- Нарком земледелия — Владимир Милютин
- Нарком труда — Александр Шляпников
- Наркомат по военным и морским делам — комитет, в составе: Владимир Антонов-Овсеенко (в тексте Декрета об образовании СНК — Авсеенко), Николай Крыленко и Павел Дыбенко
- Нарком по делам торговли и промышленности — Виктор Ногин
- Нарком народного просвещения — Анатолий Луначарский
- Нарком финансов — Иван Скворцов (Степанов)
- Нарком по иностранным делам — Лев Бронштейн (Троцкий)
- Нарком юстиции — Георгий Оппоков (Ломов)
- Нарком по делам продовольствия — Иван Теодорович
- Нарком почт и телеграфов — Николай Авилов (Глебов)
- Нарком по делам национальностей — Иосиф Джугашвили (Сталин)
- Пост народного комиссара по делам железнодорожным остался временно вакантным.

8 ноября пост народного комиссара по делам железнодорожным занял Марк Елизаров. 
12 ноября в дополнение к Постановлению о создании СНК наркомом государственного призрения была назначена Александра Коллонтай, первая женщина-министр в мире. 
19 ноября наркомом госконтроля был назначен Эдуард Эссен.
Исторический первый состав Совнаркома сформировался в условиях жёсткой борьбы за власть. В связи с демаршем исполкома железнодорожного профсоюза Викжель, который не признал Октябрьскую революцию, и требовал формирование «однородного социалистического правительства» из представителей всех социалистических партий, пост наркомжелдора остался незамещённым. В дальнейшем, в январе 1918 года, большевикам удалось внести раскол в железнодорожный профсоюз, сформировав параллельный Викжелю исполком Викжедор, состоявший в основном из большевиков и левых эсеров. К марту 1918 сопротивление Викжеля было окончательно сломлено, а основные полномочия как Викжеля, так и Викжедора, переданы Наркомату путей сообщения.
Наркомат по военным и военно-морским делам был сформирован, как коллегия, в составе Антонов-Овсеенко, Крыленко, Дыбенко. На апрель 1918 года этот комитет фактически прекратил своё существование.
По воспоминаниям Луначарского, первый состав Совнаркома был во многом случаен, а обсуждение списка сопровождалось комментариями Ленина: «если окажутся негодными — сумеем переменить». Как писал Оппоков, его познания в юстиции включали себя главным образом детальные познания о царских тюрьмах с особенностями режима, «мы знали — где бьют, как бьют, где и как сажают в карцер, но мы не умели управлять государством».
Из первого состава Совета народных комиссаров Советской России шесть человек — Ленин, Ногин, Луначарский, Скворцов (Степанов), Елизаров и Эссен — умерли своей смертью в период с 1919 до 1933 года, то есть до начала «Большого террора» 1930-х годов. Ещё двое — Коллонтай и Сталин — пережили его и также умерли своей смертью соответственно в 1952 и 1953 годах. Проиграв в противостоянии со Сталиным, Троцкий был изгнан из Советского Союза и впоследствии убит в 1940 году. А все остальные девять народных комиссаров из первого состава Совнаркома были расстреляны в 1937 и 1938 году.

## Председатели Совета народных комиссаров РСФСР

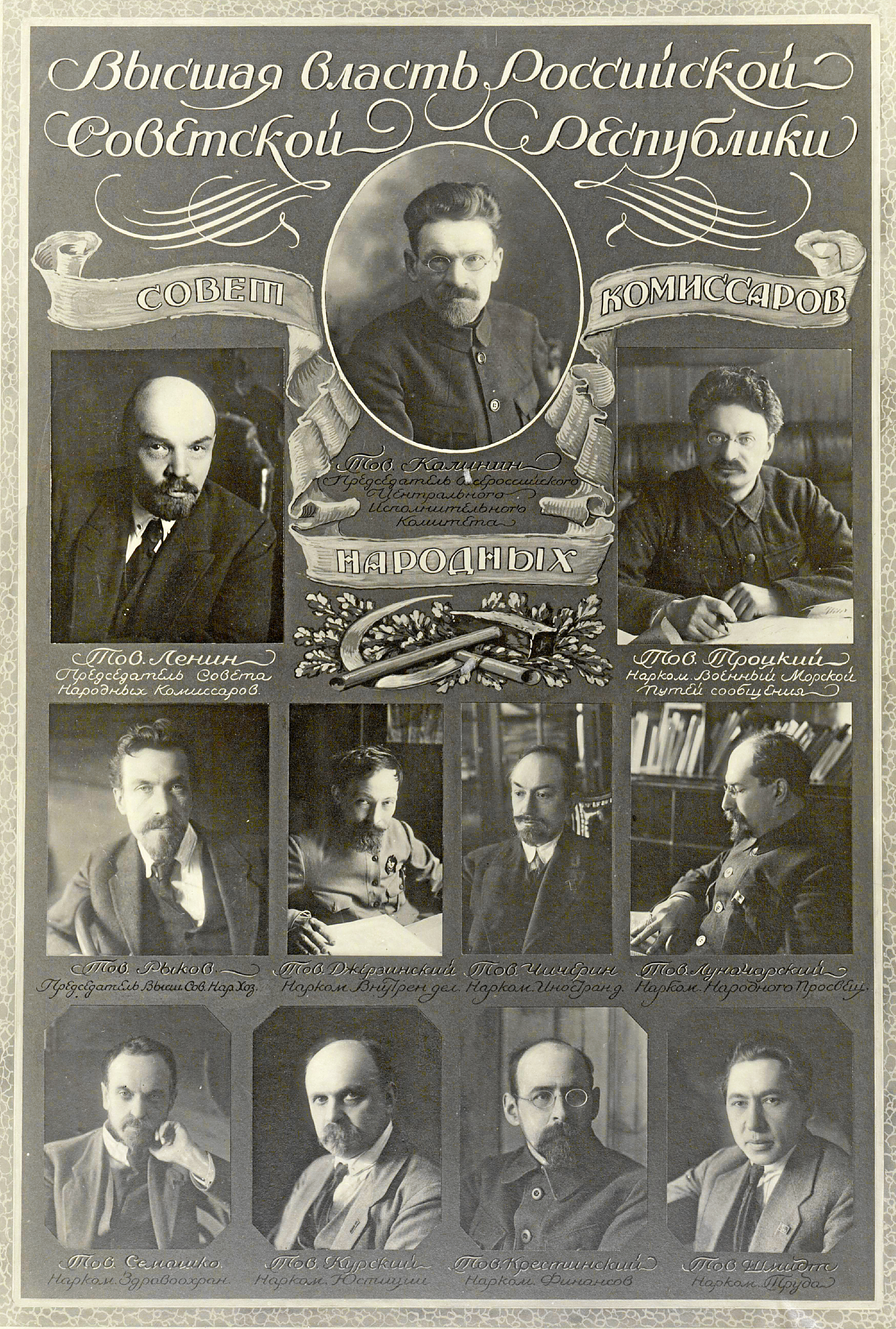
Совет народных комиссаров, 1919 г.

- Ленин, Владимир Ильич (27 октября (9 ноября) 1917 — 21 января 1924; после покушения на Ленина, в августе—сентябре 1918 года обязанности председателя исполнял Я. М. Свердлов)
- Рыков, Алексей Иванович (2 февраля 1924 — 18 мая 1929)
- Сырцов, Сергей Иванович (18 мая 1929 — 3 ноября 1930)
- Сулимов, Даниил Егорович (3 ноября 1930 — 22 июля 1937)
- Булганин, Николай Александрович (22 июля 1937 — 17 сентября 1938)
- Вахрушев, Василий Васильевич (29 июля 1939 — 2 июня 1940)
- Хохлов, Иван Сергеевич (2 июня 1940 — 23 июня 1943)
- Памфилов, Константин Дмитриевич (и. о. с 5 мая 1942 по 2 мая 1943)[16]
- Косыгин, Алексей Николаевич (23 июня 1943 — 15 марта 1946)

## Народные комиссары
Заместители председателя:
- Рыков А. И. (конец мая 1921 — ?)
- Цюрупа А. Д. (5.12.1921 — ?)
- Каменев Л. Б. (январь 1922 — ?)
- Рыскулов, Турар Рыскулович (июнь 1926 — май 1937)

Иностранных дел:
- Троцкий Л. Д. (26 октября (8 ноября) 1917 — 8.04.1918)
- Чичерин Г. В. (30.05.1918 — 6.07.1923)
- Лаврентьев А. И. (1944 — 15.3.1946)

По военным и морским делам:
- Антонов-Овсеенко В. А. (26 октября (8 ноября) 1917 — ?)
- Крыленко Н. В. (26 октября (8 ноября) 1917 — ?)
- Дыбенко П. Е. (26 октября (8 ноября) 1917 — 18.3.1918)
- Подвойский Н. И. (ноябрь 1917 — март 1918)
- Троцкий Л. Д. (8.4.1918 — 26.1.1925)
- Фрунзе М. В. (25.01.1925 — 31.10.1925)
- Ворошилов К. Е. (6.11.1925 — 20.6.1934)

Внутренних дел:
- Рыков А. И. (26 октября (8 ноября) 1917 — 4 (17) ноября 1917)
- Петровский Г. И. (17 (30) ноября 1917 — 25.3.1919)
- Дзержинский Ф. Э. (30.3.1919 — 6.7.1923)

Юстиции:
- Ломов-Оппоков Г. И. (26 октября (8 ноября) 1917 — 3 (16) ноября 1917)
- Стучка П. И. (3 (16) ноября 1917 — 26 ноября (9 декабря) 1917)
- Штейнберг И. З. (26 ноября (9 декабря) 1917 — 18.3.1918)
- Стучка П. И. (18.3.1918 — 22.8.1918)
- Курский Д. И. (22.8.1918 — 1928)

Труда:
- Шляпников А. Г. (26 октября (8 ноября) 1917 — 8.10.1918)
- Шмидт В. В. (8.10.1918 — 4.11.1919 и 26.4.1920 — 29.11.1920)

Государственного призрения (с 26.4.1918 — Социального обеспечения; НКСО 4.11.1919 объединён с НК Труда, 26.4.1920 разделён):
- Коллонтай А. М. (30 октября (12 ноября) 1917 — март 1918)
- Винокуров А. Н. (март 1918 — 4.11.1919; 26.4.1919 — 16.4.1921)
- Милютин Н. А. (и. д. наркома, июнь — 6.7.1921)

Просвещения:
- Луначарский А. В. (26 октября (8 ноября) 1917 — 12.9.1929)

Почт и телеграфов:
- Глебов (Авилов) Н. П. (26 октября (8 ноября) 1917 — 9 (22) декабря 1917)
- Прошьян П. П. (9 (22) декабря 1917 — 18.03.1918)
- Подбельский В. Н. (11.4.1918 — 25.2.1920)
- Любович А. М. (24.3 — 26.5.1921)
- Довгалевский В. С. (26.5.1921 — 6.7.1923)

По делам национальностей:
- Сталин И. В. (26 октября (8 ноября) 1917 — 6.7.1923)

Финансов:
- Скворцов-Степанов И. И. (26 октября (8 ноября) 1917 — 30 октября (12 ноября) 1917)
- Менжинский В. Р. (30 октября (12 ноября) 1917 — 21.03.1918)
- Гуковский И. Э. (апрель — 16.8.1918)
- Крестинский Н. Н. (16.8.1918 — октябрь 1922)
- Сокольников Г. Я. (23.11.1922 — 16.1.1923)

Путей сообщения:
- Елизаров М. Т. (8 (21) ноября 1917 — 7 (20) января 1918)
- Рогов А. Г. (24.2.1918 — 9.5.1918)
- Кобозев П. А. (9.5.1918 — июнь 1918)
- Невский В. И. (25.7.1918 — 15.3.1919)
- Красин Л. Б. (30.3.1919 — 20.3.1920)
- Троцкий Л. Д. (20.3. 1920 — 10.12.1920)
- Емшанов А. И. (20.12.1920 — 14.4.1921)
- Дзержинский Ф. Э. (14.4.1921 — 6.7.1923)

Земледелия:
- Милютин В. П. (26 октября (8 ноября) 1917 — 4 (17) ноября 1917)
- Колегаев А. Л. (24 ноября (7 декабря) 1917 — 18.3.1918)
- Середа С. П. (3.4.1918 — 10.02.1921)
- Осинский Н. (зам. наркома, 24.3.1921 — 18.1.1922)
- Яковенко В. Г. (18.1.1922 — 7.7.1923)

Торговли и промышленности:
- Ногин В. П. (26 октября (8 ноября) 1917 — 4 (17) ноября 1917)
- Шляпников А. Г. (19 ноября (2 декабря) 1917 — янв.1918)
- Смирнов В. М. (25 января (7 февраля) 1918 — 18.3.1918)
- Бронский М. Г. (18.3.1918 — 12.11.1918)
- Красин Л. Б. (12.11.1918 — 6.7.1923)

Продовольствия:
- Теодорович И. А. (26 октября (8 ноября) 1917 — 18 (31) декабря 1917)
- Шлихтер А. Г. (18 (31) декабря 1917 — 25.2.1918)
- Цюрупа А. Д. (25.2.1918 — 12.12.1921)
- Брюханов Н. П. (12.12.1921 — 6.7.1923)

Государственного контроля РСФСР:
- Эссен, Э. Э. (19 ноября (2 декабря) 1917 — май 1918)
- Ландер К. И. (9.5.1918 — 25.3.1919)
- Сталин И. В. (30.3.1919 — 7.2.1920)

Здравоохранения:
- Семашко Н. А. (11.7.1918 — 25.1.1930)

Рабоче-Крестьянской инспекции:
- Сталин И. В. (24.2.1920 — 25.4.1922)
- Цюрупа А. Д. (25.4.1922 — 6.7.1923)

Государственных имуществ:
- Карелин В. А. (9 (22) декабря 1917 — 18.03.1918)
- Малиновский П. П. (18.3.1918 — 11.7.1918)

По местному самоуправлению:
- Трутовский В. Е. (19 декабря 1917 (1 января 1918) — 18.3.1918)

Высший совет народного хозяйства (председатели):
- Оболенский В. В. (2 (15) декабря 1917 — 22.3.1918)
- Рыков А. И. (3.4.1918 — 28.5.1921)
- Милютин В. П. (врид) (23.3 — 28.5.1921)
- Богданов П. А. (28.5.1921 — 9.5.1923)
- Рыков А. И. (9.5.1923 — 2.2.1924)
- Дзержинский Ф. Э. (2.2.1924 — 20.7.1926)
- Лобов С. С. (1926—1930)

## Подведомственные органы
- Финансовая тройка (2 мая 1922 — 29 мая 1922)[17]
- Финансовый комитет (1922—1923)[18]

## Оценки

### Социальный состав
Исследователь М. С. Восленский в своей фундаментальной работе «Номенклатура» отмечает, что «социальное происхождение» первого состава Совнаркома мало подходило для большевистской партии, объявившей себя «авангардом рабочего класса». На самом деле первый состав Совнаркома был практически поголовно интеллигентским, а собственно рабочих в нём насчитывалось из 16 человек всего двое: Шляпников А. Г. и Ногин В. П. Кроме того, в первом составе Совнаркома насчитывалось пятеро дворян: Ленин, Луначарский, Антонов-Овсеенко, Теодорович и Оппоков. Отец Троцкого был, по советской классификации, «кулаком», а Сталина — ремесленником, то есть они оба принадлежали, в советской классификации, к «мелкобуржуазным элементам». Подобное положение дел создало почву для появления в конце Гражданской войны так называемой «рабочей оппозиции», выражавшей в том числе раздражение, что рабочими фактически правят от их имени интеллигенты; оппозиционеры выдвигают обвинения в «перерождении партийных верхов» и их «отрыве от партийных масс» (см. также Махаевщина). На X Съезде РКП(б) «рабочая оппозиция» была обвинена в том, что:

«Рабочая оппозиция» занимается интеллигентоедством в том смысле, что всё зло она видит в наших руководящих органах и в том, что везде и всюду сидят интеллигенты.

### Национальный состав
Национальный состав Совнаркома советской России до сих пор является предметом спекуляций.
Власовец Андрей Дикий в своей работе «Евреи в России и СССР» утверждает, что состав СНК якобы был следующим:

Совет Народных Комиссаров (Совнарком, СНК) 1918 г.:
Ленин — председатель, Чичерин — иностранные дела, русский; Луначарский — просвещение, еврей; Джугашвили (Сталин) — народности, грузин; Протиан — земледелие, армянин; Ларин (Лурье) — экономический совет, еврей; Шлихтер — снабжение, еврей; Троцкий (Бронштейн) — армия и флот, еврей; Ландер — госконтроль, еврей; Кауфман — государственные имущества, еврей; В. Шмидт — труд, еврей; Лилина (Книгиссен) — народное здравие, еврейка; Шпицберг — культы, еврей; Зиновьев (Апфельбаум) — внутренние дела, еврей; Анвельт — гигиена, еврей; Исидор Гуковский — финансы, еврей; Володарский — печать, еврей; Урицкий— выборы, еврей; И. Стейнберг — юстиция, еврей; Фенгстейн — беженцы, еврей.
Итого, из 20-ти наркомов — один русский, один грузин, один армянин и 17 евреев.
Юрий Емельянов в своей работе «Троцкий. Мифы и личность» приводит анализ этого списка. Анализ показывает, что «еврейский» характер Совнаркома получен путём махинаций: упомянут не первый состав Совнаркома, опубликованный в декрете II Съезда Советов, а из много раз менявшихся составов СНК выдернуты только те наркоматы, во главе которых когда-либо находились евреи. Так, в качестве наркома по военным и морским делам упомянут Троцкий, назначенный на этот пост 8 апреля 1918 года, а в качестве наркома по продовольствию (здесь: «снабжение») указан Александр Шлихтер, который действительно занимал этот пост, но только до 25 февраля 1918 года и евреем, кстати, не был (Шлихтеры — польские помещики немецкого происхождения). На момент, когда наркомвоенмором действительно стал Троцкий, наркомпродом уже стал вместо Шлихтера Александр Цюрупа
Другим методом махинаций является изобретение ряда никогда не существовавших наркоматов. Так, Андреем Диким в списке наркоматов упомянуты никогда не существовавшие наркоматы по культам, по выборам, по беженцам, по гигиене. В. Володарский упомянут как нарком печати; на самом деле он действительно был комиссаром печати, пропаганды и агитации, но не народным комиссаром, членом СНК (то есть фактически правительства), а комиссаром Союза северных коммун(областного объединения Советов), активным проводником большевистского Декрета о печати.
И, наоборот, в списке отсутствуют, например, реально существовавшие наркомат путей сообщения и наркомат почт и телеграфов. В итоге у Андрея Дикого не сходится даже количество наркоматов: он упоминает число 20, хотя в первом составе насчитывалось 14 человек, в 1918 году количество увеличено до 18.
Некоторые должности указаны с ошибками. Так, председатель Петросовета Григорий Зиновьев упомянут как наркомвнудел, хотя он никогда не занимал эту должность. Наркому почт и телеграфов Прошьяну (здесь — «Протиан») приписано руководство «земледелием».
Ряду лиц произвольно приписано еврейство, например, русскому дворянину Анатолию Луначарскому, эстонцу Яну Анвельту, обрусевшим немцам Василию Шмидту, Карлу Ландеру, Ал. Шлихтеру и другим.
Некоторые лица вообще вымышлены: Шпицберг (возможно, имеется в виду следователь VIII ликвидационного отдела Наркомюста Иван Шпицберг, прославившийся своей агрессивной атеистической позицией), Лилина-Книгиссен (возможно, имеется в виду актриса Мария Лилина, в правительство никогда не входившая, или Злата Бернштейн-Лилина, в СНК также не входившая, но работавшая завотделом народного образования при исполкоме Петросовета), Кауфман (возможно, имеется в виду кадет Александр Кауфман, по некоторым источникам, привлекавшийся большевиками как эксперт при разработке земельной реформы, но в Совнарком никогда не входивший).
Также в списке упомянуты два левых эсера, чей небольшевизм никак не указывается: нарком юстиции Исаак Штейнберг (записан как «И. Стейнберг») и нарком почт и телеграфов Прошьян, упомянутый, как «Протиан-земледелие». Оба политика относились к послеоктябрьской большевистской политике крайне негативно. Исидор Гуковский до революции относился к меньшевикам-«ликвидаторам» и пост наркома финансов принял только под давлением Ленина.
Литературный критик Вадим Кожинов писал по поводу членства в СНК одного из немногих там евреев Льва Троцкого, возражая философу Вадиму Роговину:

Точно так же — возможно, не без «подражания» А. Р. Гоцу — способный к предвидению Троцкий настаивал, что «в первом революционном правительстве не должно быть ни одного еврея, поскольку в противном случае реакционная пропаганда станет изображать Октябрьскую революцию „еврейской революцией“…» Комментируя эту «позицию» Троцкого, его нынешний горячий поклонник В. З. Роговин стремится, в частности, убедить читателей в том, что Лев Давидович был-де лишён властолюбия, имел твёрдое намерение «после переворота остаться вне правительства и… согласился занять правительственные посты лишь по настойчивому требованию ЦК». Но эти рассуждения рассчитаны на совершенно простодушных людей, ибо ведь Троцкий никогда не отказывался от членства в ЦК и Политбюро, а член Политбюро стоял в иерархии власти несоизмеримо выше, чем любой нарком! И Троцкий, кстати сказать, не скрывал своего крайнего негодования, когда его в 1926 году «освободили от обязанностей члена Политбюро»…— Вадим Кожинов. «Какова была роль евреев в послереволюционной России?»
Схожей точки зрения придерживался Игорь Шафаревич.
В 2013 году, выступая по поводу коллекции Шнеерсона в московском Еврейском музее и Центре толерантности, президент Российской Федерации В. В. Путин отметил, что «Решение о национализации библиотеки было принято первым советским правительством, и членами его примерно на 80-85 % являлись евреи». По мнению историка Владимира Рыжкова, невежественное высказывание Путина о преобладании евреев в составе Совнаркома обусловлено тем, что он «в годы перестройки читал бульварную прессу». Также с критикой высказывания президента РФ выступили некоторые средства массовой информации. Так редакция газеты «Ведомости», порицая главу государства за маргинальность, разместила следующую статистику:

«Если отбросить домыслы лжеучёных, умеющих находить еврейское происхождение у каждого революционера, то получится, что в первом составе Совета народных комиссаров (СНК) евреев было 8 %: из 16 его членов евреем был только Лев Троцкий. В правительстве РСФСР 1917—1922 гг. евреев было 12 % (шесть человек из 50). Если не говорить только о правительстве, то в ЦК РСДРП(б) накануне октября 1917 г. евреев было 20 % (6 из 30), а в первом составе политбюро ЦК РКП(б) — 40 % (3 из 7)».— «Ведомости» от 17.06.2013